# Medio tutissimus ibis
La locuzione latina Medio tutissimus ibis, tradotta letteralmente, significa "nel mezzo camminerai sicurissimo". (Ovidio, Metamorfosi, lI, 137).
È il consiglio dato da Elio, il dio del sole, a Fetonte, suo figlio, che si accingeva a guidar il carro del Sole. In senso più generale si intende che la via di mezzo, lontana da ogni estremo, è la più sicura, ma il figlio ignorò il consiglio, con tragiche conseguenze.